# Vík í Mýrdal
Vík í Mýrdal ou Vík est une localité située sur la côte sud de l'Islande. En 2011, on comptait 291 habitants. Le village est un centre de service et de commerce pour les habitants des environs, étant donné qu'il s'agit de la seule localité dans un rayon de 70 km. La capitale Reykjavik est située à 187 km.

## Géographie
Le village est situé sur la côte sud de l'Islande, au sud du glacier Mýrdalsjökull. Il est considéré comme particulièrement à risque en cas d'éruption du volcan sous-glaciaire Katla, sous le Mýrdalsjökull. Celui-ci fait l'objet d'un suivi continu, certaines éruptions passées ayant causé d'importants dégâts via des Jökulhlaups dans la région de Vik. Il s'agit du lieu le plus pluvieux d'Islande.

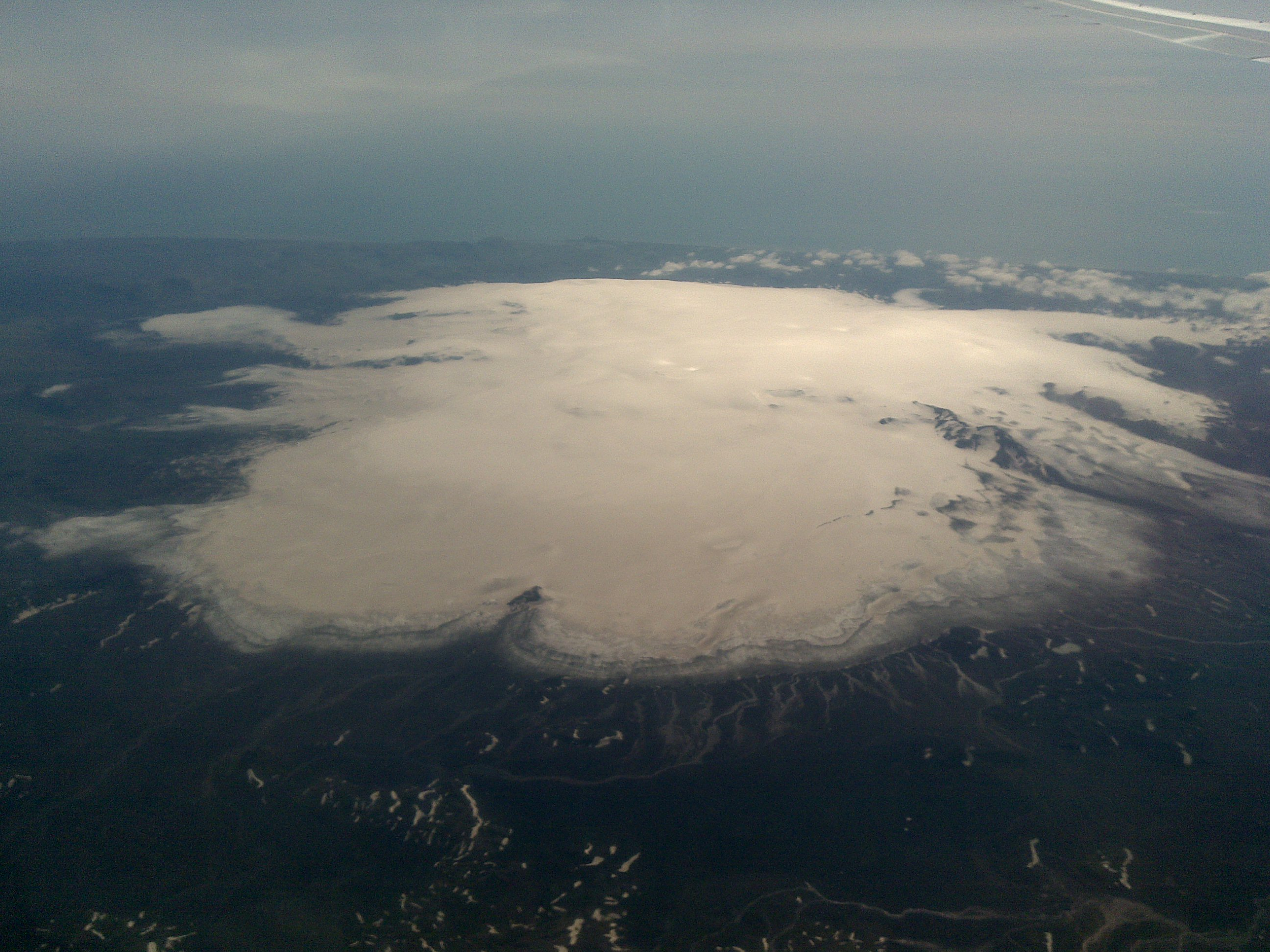
Le Mýrdalsjökull.
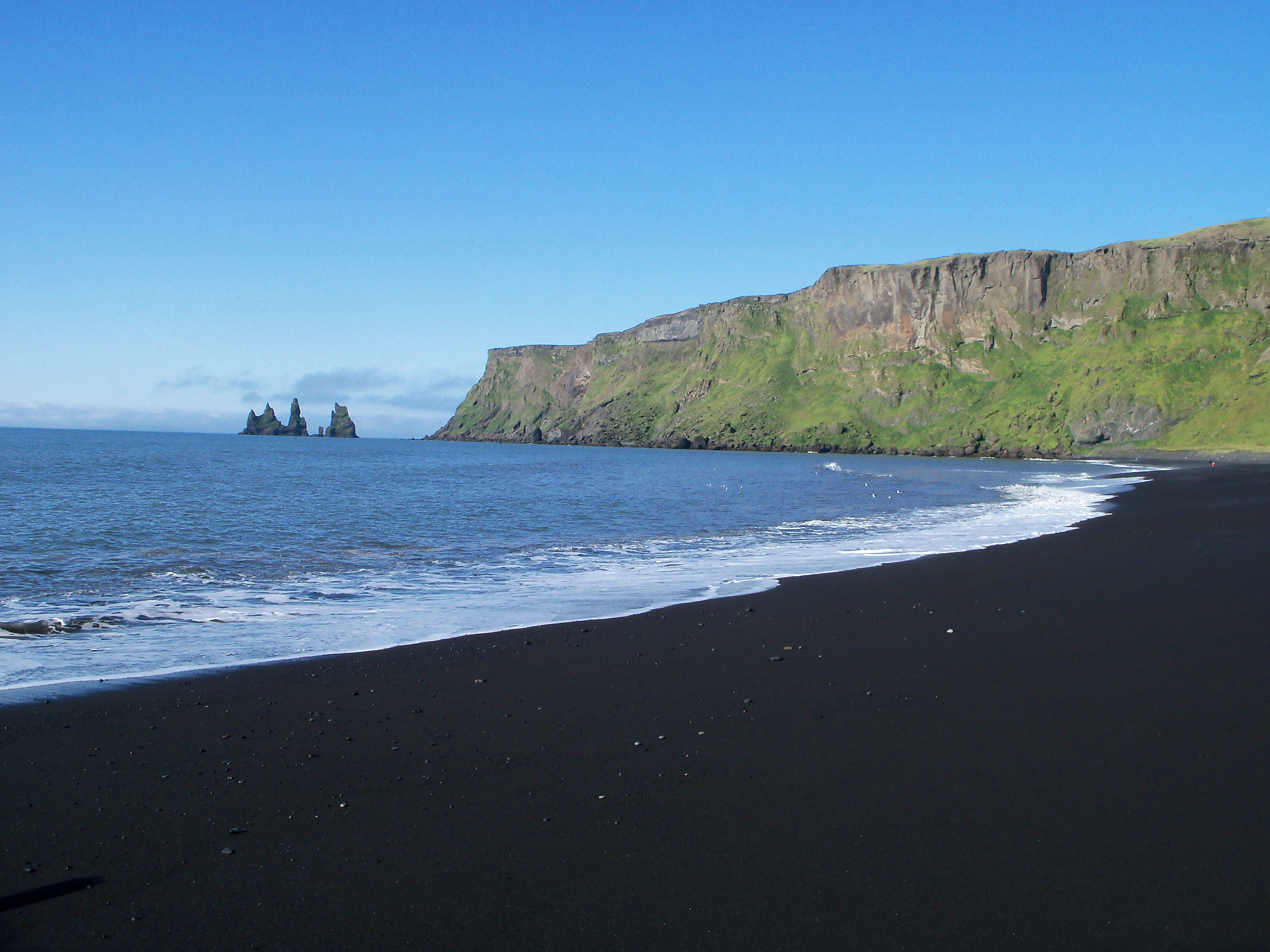
Plage à Vík.

## Toponymie
Vík í Mýrdal signifie en islandais « la baie (vík) de la vallée (dal[ur]) du marécage (mýr[i]) ».

## Histoire
En raison de son éloignement Vik et ses environs étaient une des régions les plus pauvres d'Islande. La plupart des fermes étaient la propriété de la couronne danoise. Les agriculteurs de la région étaient également, et sont toujours, soumis aux risques d'éruptions volcaniques qui détruisent les champs et les fermes. La localité vit sous la menace d'une prochaine éruption du Katla. Récemment, le village a été victime de l'éruption de l'Eyjafjöll en 2010, avec des pluies de cendres qui l'ont paralysé et qui ont engendré des dommages aux agriculteurs.
Le village connaît un développement important lorsque la couronne danoise lui accorde le statut de poste de traite en 1887.
En 1964 et en 1965, deux fusées françaises de type « Dragon » transportant des sondes spatiales ont été lancées à partir de rampes de lancement transportables près de Vík pour l'observation de la ceinture de Van Allen.

## Administration
La localité de Vik dépend de la municipalité de Mýrdalshreppur qui gère toutes les affaires administratives.

## Démographie
| Année      | 1997 | 1998 | 1999 | 2000 | 2001 | 2002 | 2003 | 2004 | 2005 | 2006 | 2007 | 2008 | 2009 | 2010 |
| Population | 303  | 296  | 299  | 297  | 291  | 298  | 291  | 294  | 288  | 284  | 288  | 275  | 299  | 300  |

### Éducation
À Vik, l'enseignement est assuré par une crèche et une école primaire.

## Économie
Le village est un centre de service et de commerce pour les gens habitant dans les environs du glacier Mýrdalsjökull, qui sont pour la plupart d'entre eux agriculteurs. L'économie dépend aussi du tourisme et la localité comprend une auberge de jeunesse, deux hôtels, un camping et une piscine. Du fait de la géographie des lieux, il n'y a aucun port. Le port le plus proche vers l'est est Höfn, et vers l'ouest, il s'agit de Bakkafjara qui assure des liaisons régulières vers les îles Vestmann.

## Patrimoine naturel et architectural
Vík n'est pas connue pour son patrimoine architectural, mise à part son église, située sur une colline qui domine le village. Ce site est également un lieu d'évacuation en cas d'éruption du Katla et d'un jökulhlaup.

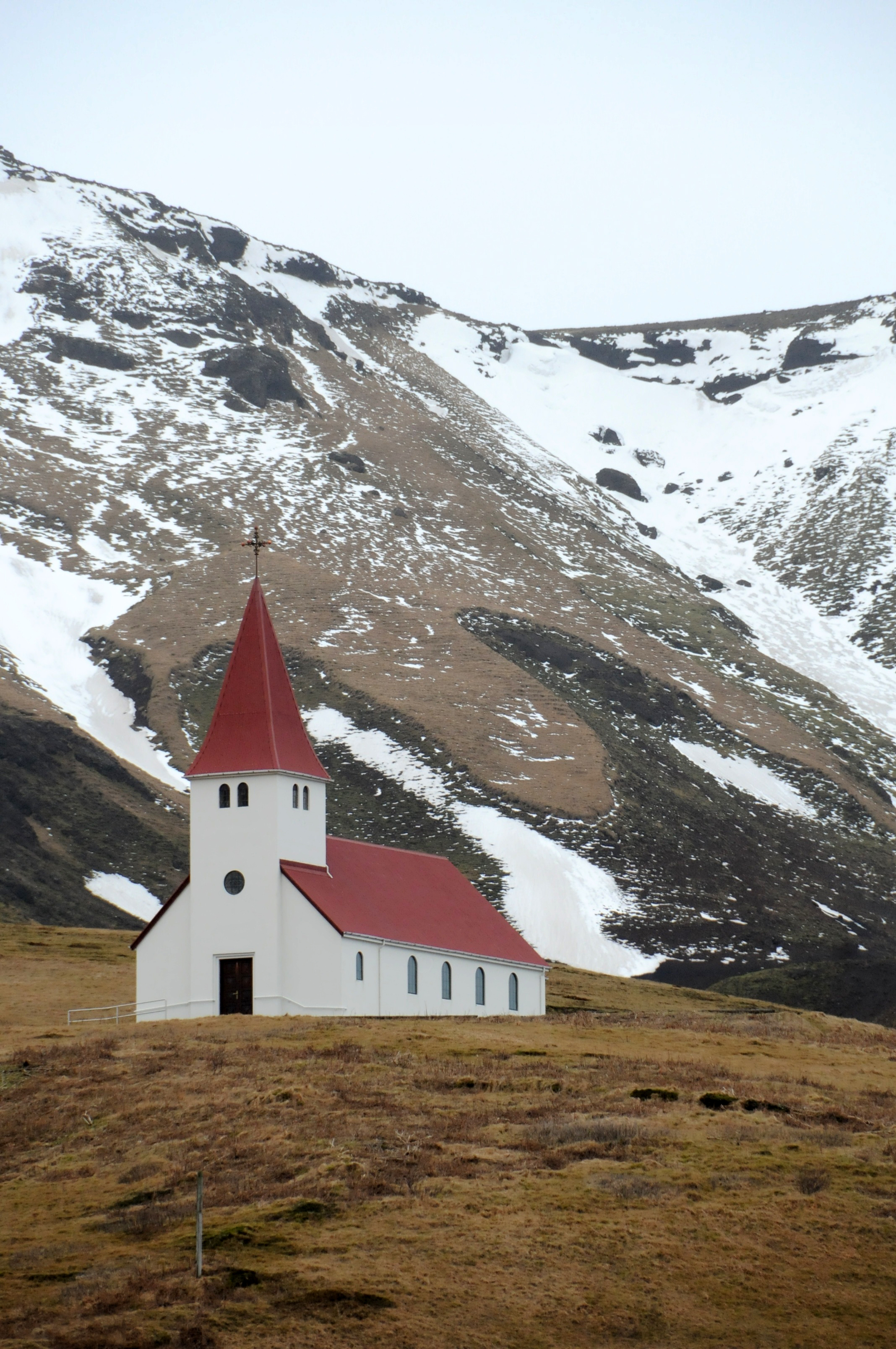
L'église de Vík.
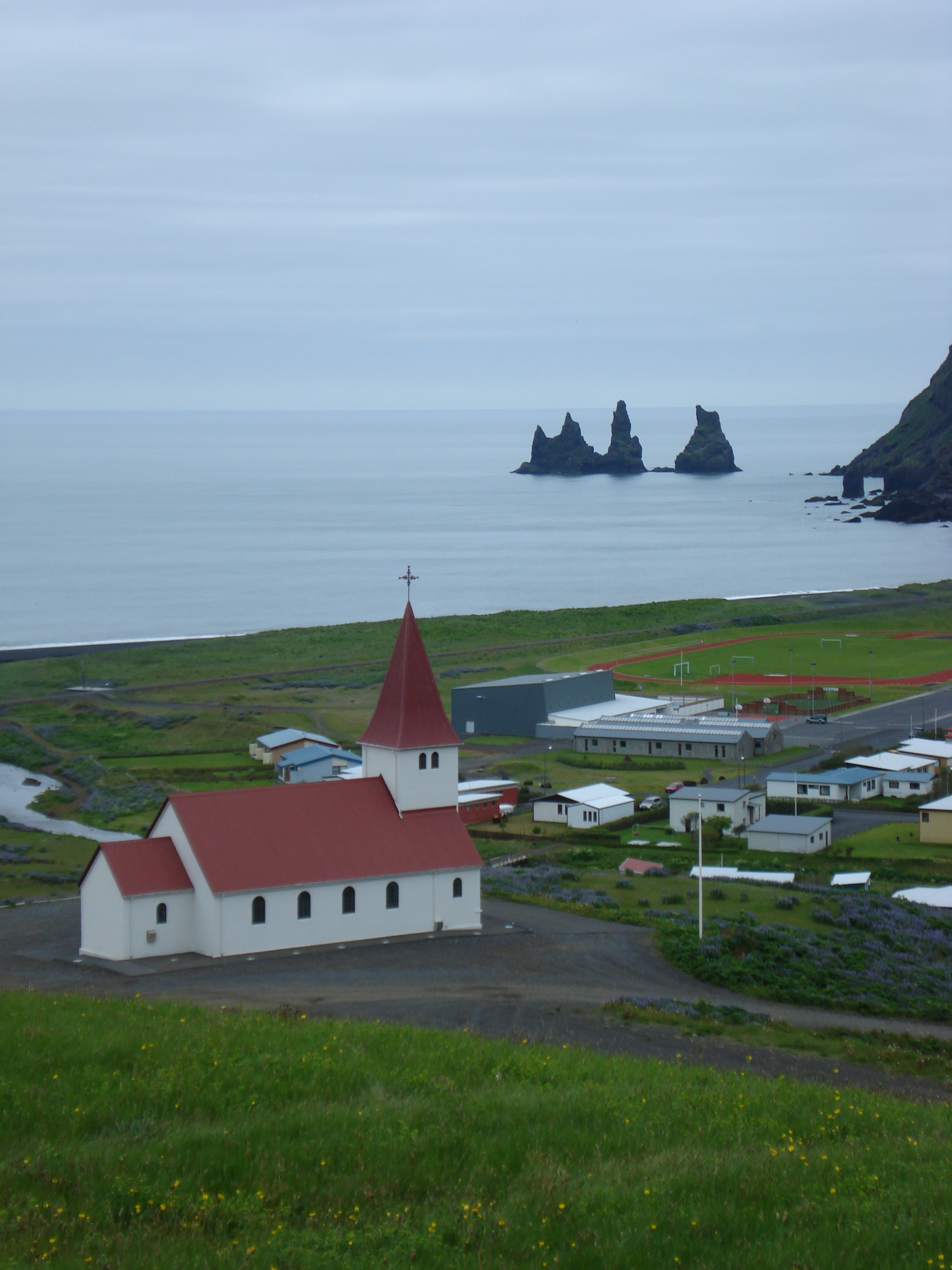
L'église de Vík.

La plage de sable noir bordant le village, face aux falaises du mont Reynisfjall, est une des plus célèbres d'Islande et a été désignée par le magazine américain Islands Magazine comme l'une des 10 plus belles au monde en 1991. On trouve dans la mer quelques colonnes de lave sculptées par la mer, les Reynisdrangar, qui seraient selon le folklore d'anciens trolls que l'aube aurait surpris hors de leurs cavernes. Reynisfjall attire aussi les ornithologues, en particulier en été (juin et juillet). C'est une zone de nidification de macareux et autres oiseaux marins.

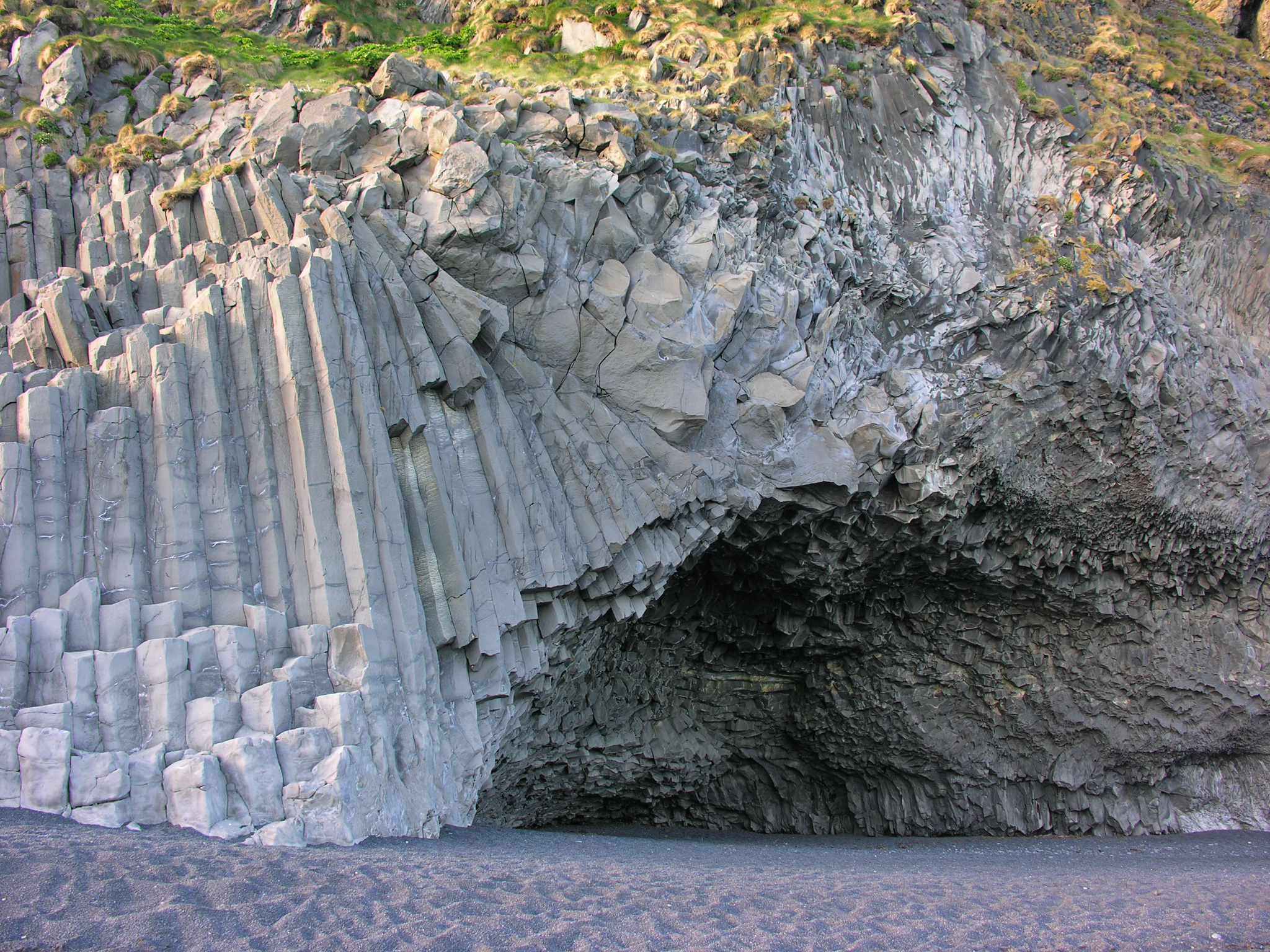
Reynisdrangar.
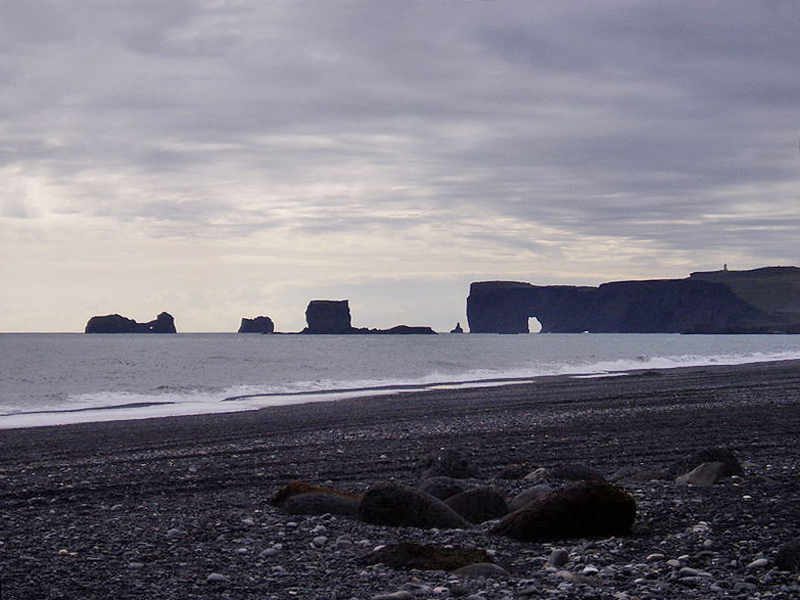
Reynisdrangar.
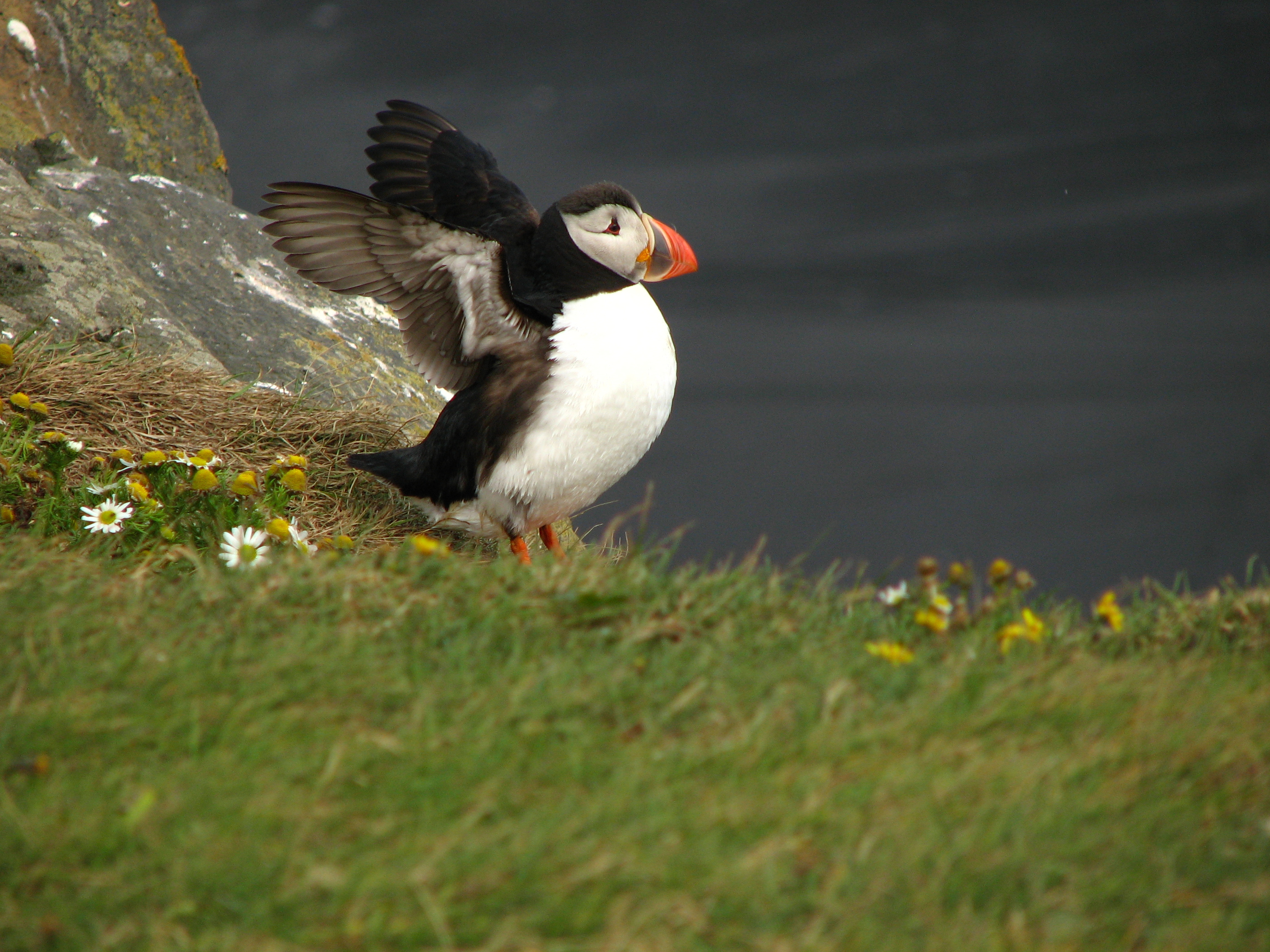
Un macareux moine.

## Personnalités liées à la localité
- Sveinn Pálsson, le premier naturaliste islandais[4].

## Dans la culture
- La série télévisée islandaise Katla a été tournée et se déroule à Vík í Mýrdal pendant une éruption fictive du Katla qui a provoqué l'évacuation du village.